# Froesiodendron
Froesiodendron là chi thực vật có hoa trong họ Annonaceae.

## Các loài
- Froesiodendron amazonicum R.E.Fr., 1956
- Froesiodendron longicuspe (R.E.Fr.) N.A.Murray, 1995
- Froesiodendron urceocalyx N.A.Murray, 1995